# Vega de Valcarce
Vega de Valcarce es un municipio y lugar español de la provincia de León, en la comunidad autónoma de Castilla y León. Se encuentra en la comarca de El Bierzo y cuenta con una población de 552 habitantes (INE 2024). Es uno de los municipios leoneses en los que se habla gallego.

## Geografía
Vega de Valcarce se sitúa en el extremo occidental de la provincia de León, dentro de la comarca de El Bierzo, siendo uno de los municipios leoneses fronterizos con Galicia. Por el municipio atraviesa el Camino de Santiago, hecho por el cual Vega de Valcarce cuenta con dos albergues de peregrinos. Se sitúa a 143 kilómetros de la capital provincial. El término municipal está atravesado por la Autovía del Noroeste entre los pK 418 y 430, así como por la carretera nacional N-6, siendo el último municipio de la provincia de León que atraviesan antes de entrar en Galicia.
El relieve del municipio es predominantemente montañoso, entre cuyas cumbres discurren numerosos arroyos tributarios del río Valcarce, que se forma por la confluencia de arroyos que nacen en las cercanías del puerto de Piedrafita (1112 m), que hace de límite entre León y Lugo. La altitud del municipio oscila entre los 1598 metros (Alto de Capelo), al suroeste, y los 580 metros, en la ribera del río Valcarce. El pueblo se alza a 750 metros sobre el nivel del mar.
| Noroeste: Piedrafita del Cebrero (Lugo) y Cervantes (Lugo) | Norte: Balboa | Noreste: Balboa    |
| Oeste: Piedrafita del Cebrero (Lugo)                       |               | Este: Trabadelo    |
| Suroeste: Piedrafita del Cebrero (Lugo)                    | Sur: Barjas   | Sureste: Trabadelo |

## Historia

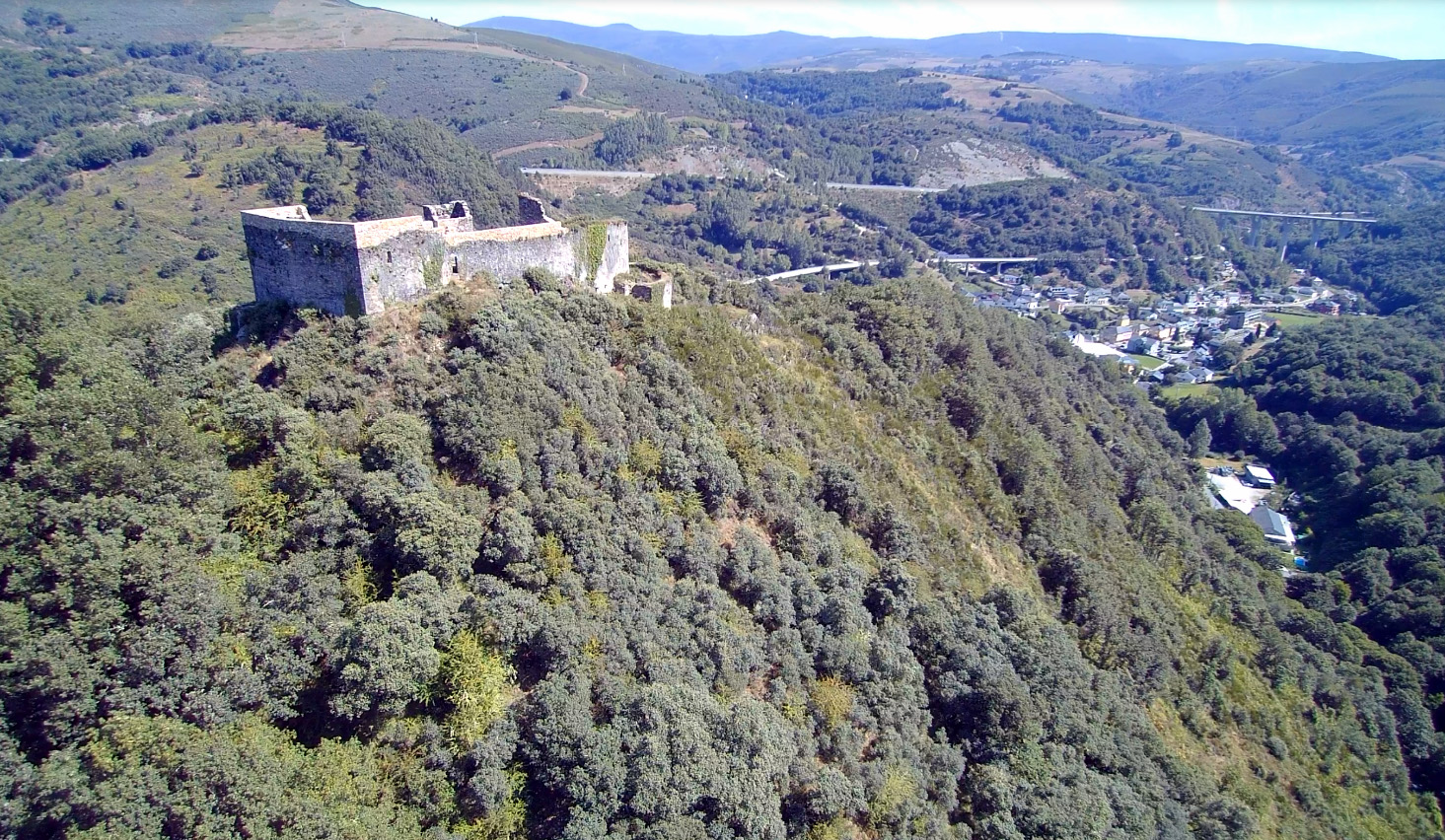
Panorámica desde el entorno del castillo de Sarracín

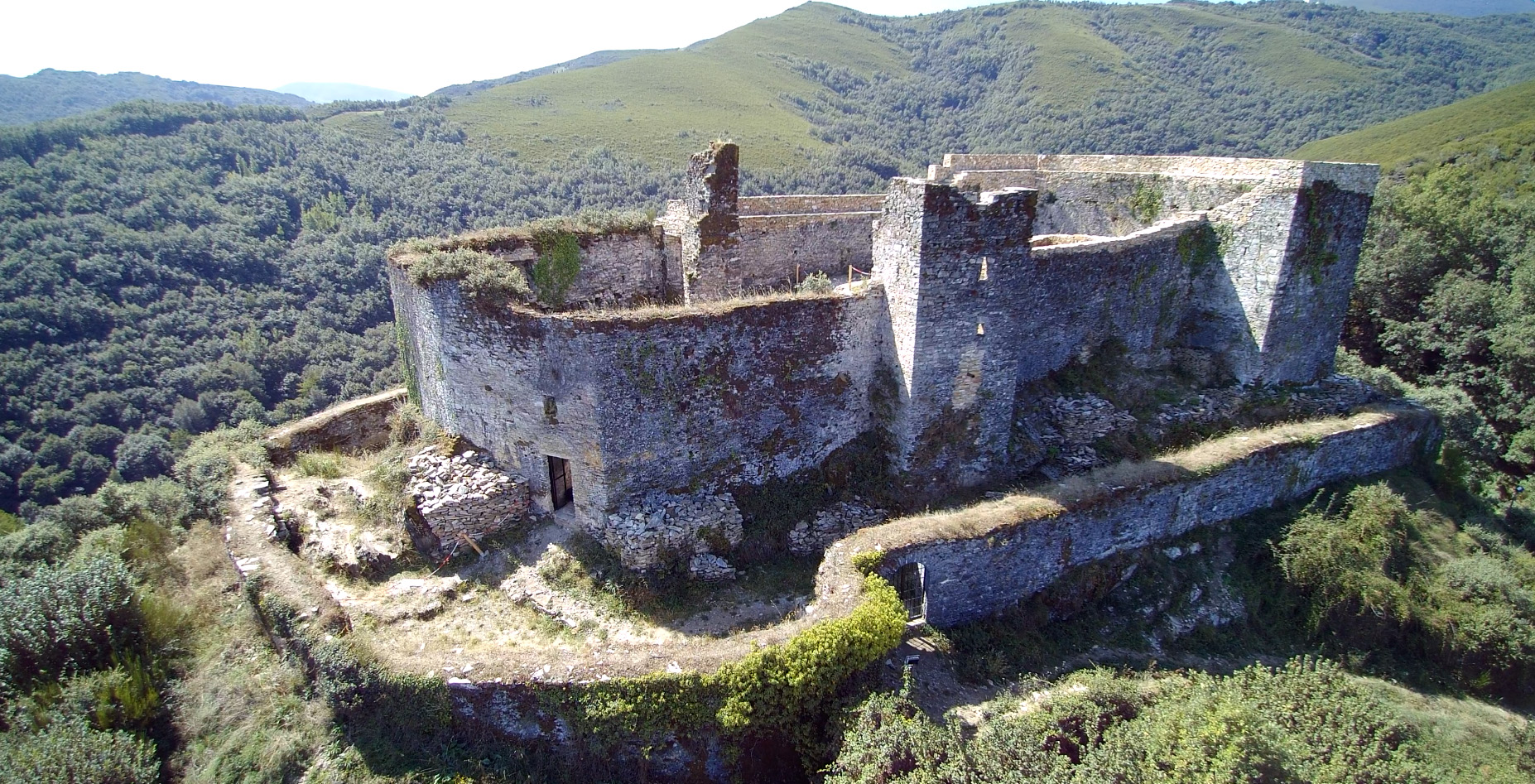
Recinto del castillo de Sarracín

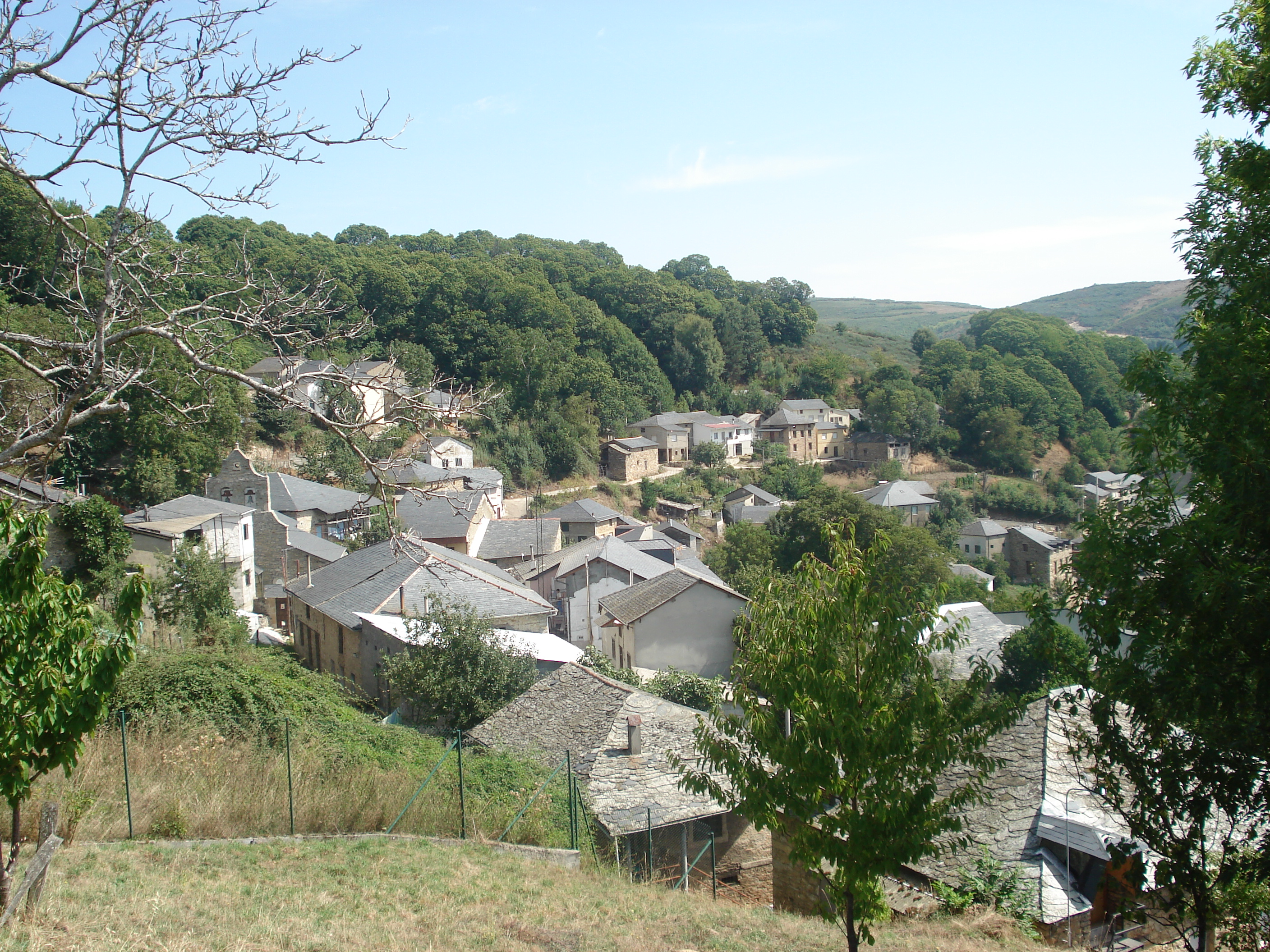
Panorámica de Villasinde

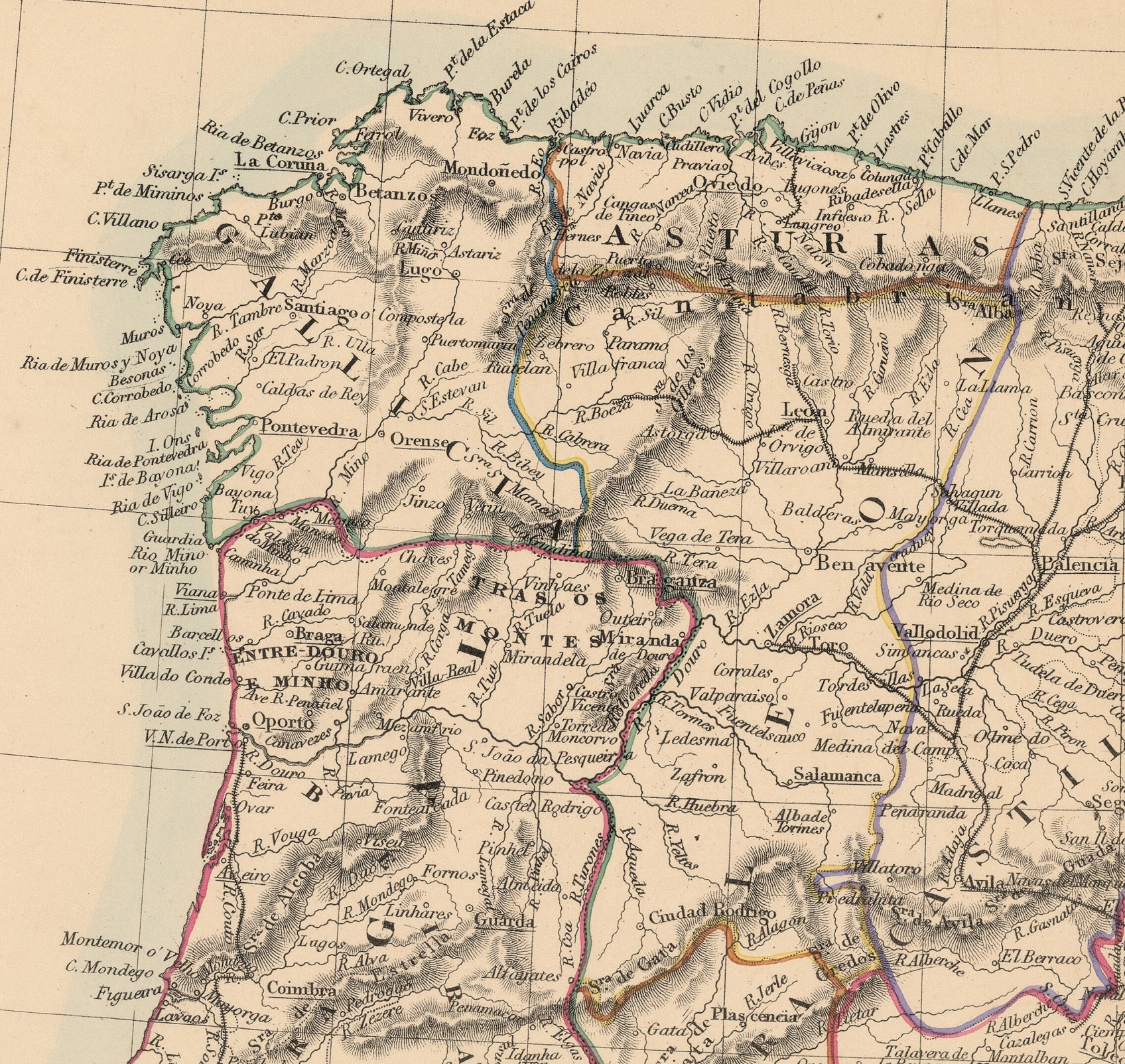
Detalle del mapa Spain and Portugal in provinces, realizado en 1838 por Philip Smith, en el que se puede observar Ruitelán

La existencia de varios castros prerromanos atestiguan la presencia humana en el municipio ya en la época de los ástures. En este sentido, en San Tirso hay restos prerromanos en el paraje denominado Anteiro, mientras que en La Portela de Valcarce se han hallado restos de una planta redondeada y un foso, en el paraje denominado Los Castros. Por su parte, en San Pedro Nogal se sitúa el Castro de la Modorra, en un montículo al oeste del pueblo, de época astur, con una planta oblonga de 70 y 37 metros de ancho con foso relleno de piedra. Asimismo, en Lindoso se cree que podría estar el histórico Castro de la Leitosa.
Ya de época romana, en Moñón se conserva un antiguo castro con enterramientos, que recibe el nombre de Castro de Santalla. Asimismo, en Las Herrerías se encuentra el Castro de Peredo, de origen romano, del que se pueden apreciar cuatro fosos y algo de pared. Por su parte, de fecha incierta, en Vega de Valcarce podría encontrarse un castro en el paraje de Castro da Veiga, un montículo de planta alargada situado a una altitud de 794 metros, mientras que en Herrerías en el paraje de San Cristobo aparecieron tumbas y restos óseos que dan fe de un poblamiento antiguo.
Parece probable que el castillo de Sarracín se asentase sobre un antiguo castro astur, tanto por su emplazamiento topográfico como por el hallazgo de un hacha de talón con dos anillas en sus alrededores. No obstante, la actual fortaleza es posterior, ya medieval, y respondería a la reconstrucción en los siglos IX-X del castillo que fuera arrasado por el gobernador del Califato Omeya, Muza en el año 714.
Ya en el siglo IX, cabe indicar que en una gruta de Ruitelán vivió como ermitaño San Froilán, a quien la monarquía asturleonesa encargó posteriormente la repoblación de las zonas semidespobladas al norte del Duero, fundando los monasterios de San Salvador de Tábara y de Moreruela, en la actual provincia de Zamora, siendo nombrado obispo de León en el año 900.
En todo caso, la fundación de Vega de Valcarce y del resto de las localidades del municipio se dataría en torno a esta época, en plena Alta Edad Media, cuando se integraron en el reino de León, en cuyo seno se habría acometido su fundación o repoblación. Así, la primera mención escrita a localidades del municipio se da en una donación que Bermudo II de León realiza al monasterio de Samos en el año 988.
Ya en el siglo XIII, cabe destacar que la Tierra de Valcarce fue donada como señorío eclesiástico en 1215 por el rey Alfonso IX de León a la catedral de Santiago, si bien el derecho de portazgo para el paso hacia Galicia quedaba en dicho documento en manos de la monarquía. En este sentido, el nombre de La Portela de Valcarce hace pensar que el portazgo estaba establecido en este punto, si bien otras teorías fijan dicho pago en el actualmente desaparecido castillo de Autares. A este respecto, en 1072 Alfonso VI de León intervino documentalmente para suprimir este privilegio, con la intención de acabar con las tropelías que se justificaban al amparo de su cobranza.
Posteriormente, el señorío de la Tierra de Valcarce pasó a manos de los Rodríguez de Valcarce, que en el siglo XIV unieron a sus dominios el valle de Balboa, que controlaba la familia Balboa, dando lugar al Señorío de Valcarce-Balboa, en el que también se integró Corullón. Asimismo, el grueso de Aguiar y la Tierra de Friera, que habían sido donadas inicialmente por Alfonso IX de León a su alférez Rodrigo Fernández, pasaron en el siglo XIV también a manos de los Rodríguez de Valcarce. Este hecho, unido a que dicho linaje amplió más sus dominios en la zona a costa de los terrenos que dependían del Monasterio de San Julián de Samos (entre ellos localidades del municipio como Lindoso, Moñón o Sotogayoso), hizo que el Señorío de Valcarce-Balboa acabase integrando prácticamente todo el tercio occidental del Bierzo.
Posteriormente, ya en el siglo XV, tras el matrimonio entre Pedro Álvarez Osorio, señor de Cabrera y Ribera de León, con Constanza de Valcarce, hija de García Rodríguez de Valcarce y Balboa, estas tierras pasaron a depender de los Osorio, que recibieron de manos del rey Enrique IV en 1456 el Condado de Lemos. Precisamente en esta época, en 1467, se produjo la Revuelta Irmandiña, que tuvo consecuencias también en tierras leonesas, siendo el castillo de Sarracín atacado por los irmandiños, como otras fortalezas bercianas. Por este motivo, en 1469 Pedro Álvarez Osorio mandó reparar sus castillos, aunque a su muerte, en 1483, estalló un conflicto sucesorio que los Reyes Católicos solventaron en 1486 con la creación del marquesado de Villafranca, pasando Vega de Valcarce a depender del marquesado villafranquino. En esta época, con la reducción de ciudades con voto en Cortes a partir de las Cortes de 1425, las localidades del municipio pasaron a estar representadas por León, lo que les hizo formar parte de la provincia de León en la Edad Moderna, situándose dentro de esta en el partido de Ponferrada.
Ya en el siglo XVI, cabe destacar que el rey Carlos I de España pernoctó el 20 de marzo de 1520 en Vega de Valcarce, en el castillo de Sarracín, antes de proseguir su camino hasta La Coruña, donde había convocado Cortes de la Corona, tras las cuales embarcó hacia Flandes, siendo nombrado emperador del Sacro Imperio Romano-Germánico en otoño de dicho año. Por otro lado, debido a la adscripción territorial desde la Alta Edad Media del territorio de Valcarce al reino leonés, durante toda la Edad Moderna las localidades del municipio formaron parte de la jurisdicción del Adelantamiento del reino de León.
Finalmente, en la Edad Contemporánea, en 1821 Vega de Valcarce y el resto de localidades del municipio pasaron a formar parte de la provincia de Villafranca, si bien al perder esta su estatus provincial al finalizar el Trienio Liberal, en la división de 1833 pasaron a estar adscritas a la provincia de León, dentro de la Región Leonesa. Un año después, en 1834, cuando se realizó en España la primera división en partidos judiciales, el municipio de Vega de Valcarce quedó encuadrado en el partido judicial de Villafranca del Bierzo, si bien al suprimirse éste en 1966 pasó a depender del partido judicial de Ponferrada.

## Demografía
Cuenta con una población de 552 habitantes (INE 2024).
| Gráfica de evolución demográfica de Vega de Valcarce entre 1842 y 2021                                                |
| |
| Población de derecho según los censos de población del INE. Población de hecho según los censos de población del INE. |

### Núcleos de población
El municipio se divide en varios núcleos de población, que poseían la siguiente población en 2017 según el INE.
| Núcleo de población    | Población |
| ---------------------- | --------- |
| Vega de Valcarce       | 205       |
| Villasinde             | 66        |
| Ambasmestas            | 43        |
| Las Herrerías          | 39        |
| La Faba                | 28        |
| La Laguna              | 26        |
| San Julián             | 23        |
| La Portela de Valcarce | 22        |
| Lindoso                | 21        |
| Ruitelán               | 20        |
| La Braña               | 20        |
| Ransinde               | 16        |
| San Tirso              | 15        |
| El Castro              | 14        |
| Moñón                  | 10        |
| Cernada                | 9         |
| Las Lamas              | 9         |
| Laballós               | 9         |
| Sotogayoso             | 9         |
| Bargelas               | 7         |
| Argenteiro             | 7         |
| Samprón                | 3         |
| La Treita              | 0         |

## Cultura

### Patrimonio

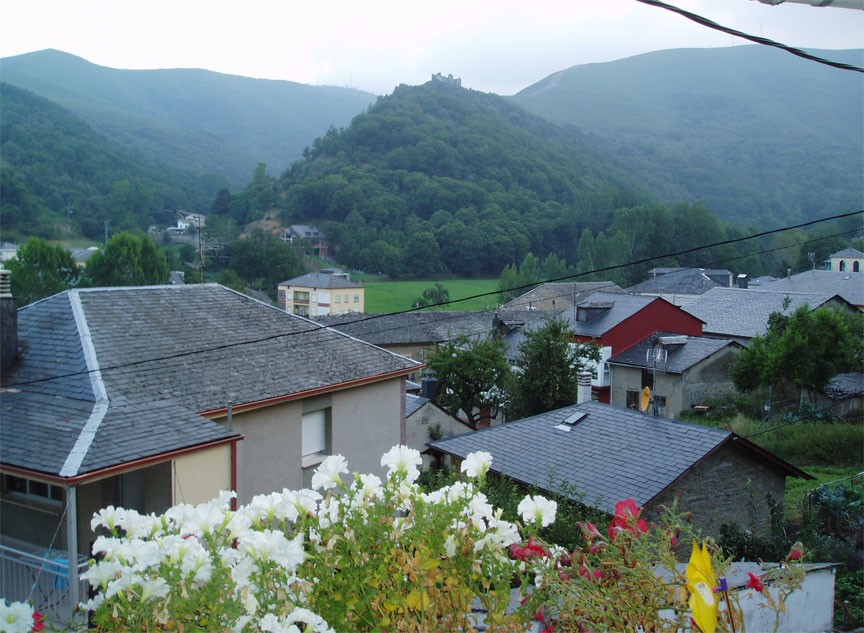
Vega de Valcarce

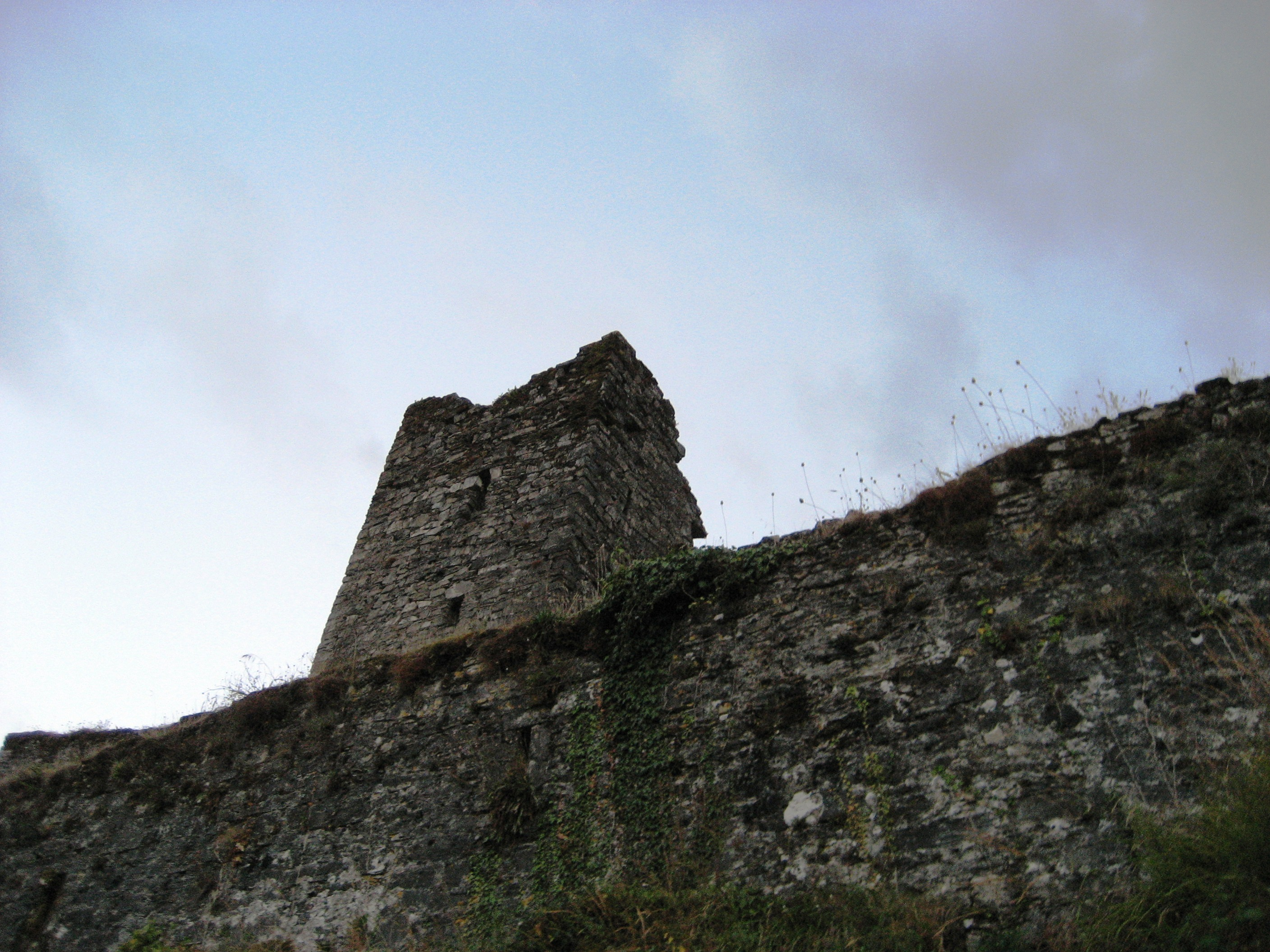
Muralla de entrada y torre del Castillo de Sarracín

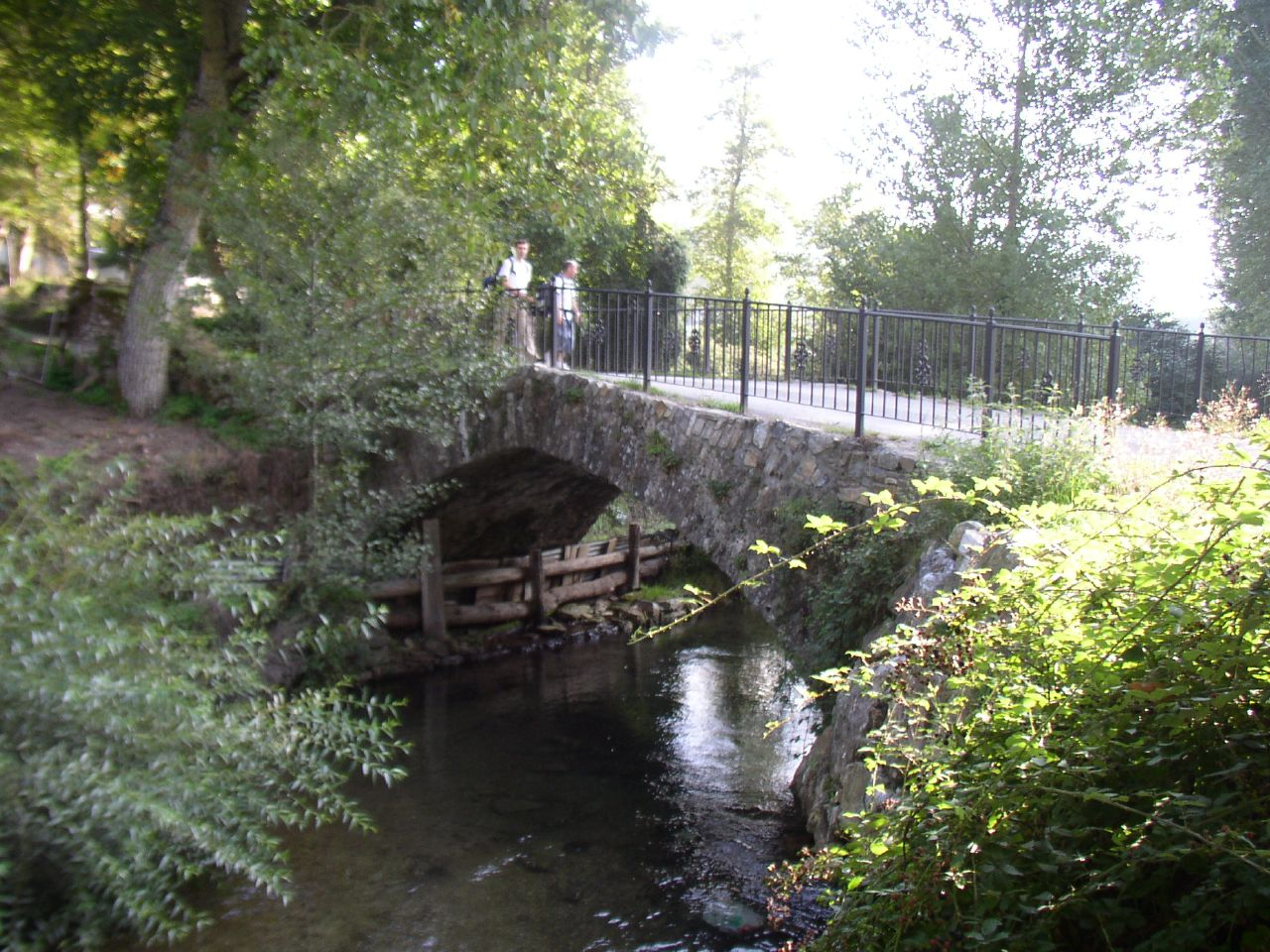
Río Valcarce a su paso por la localidad de Las Herrerías

- Castillo de Sarracín. Se atribuye su construcción original al siglo X, debiendo su nombre a Sarracino, hijo primogénito del conde Gatón, al que siguió en sus cargos de conde del Bierzo y de Astorga. No obstante, el grueso de la fábrica actual del castillo dataría del siglo XIV, fecha en la que pertenecía al marqués de Villafranca. Se encuentra en Vega de Valcarce, en la cima de una colina que domina todo el valle, y que se denomina Castro Martín.
- Iglesia de la Magdalena, ubicada en Vega de Valcarce. Reformada en distintas épocas en los siglos XVII, XIX y XX. Es un edificio de planta rectangular, de una sola nave y torre campanario de planta cuadrada a los pies.

### Patrimonio inmaterial
- Vega de Valcarce: fiestas en honor a Santa María Magdalena (Primer fin de semana de agosto) y a San Roque (16 de agosto).